# Jeonju World Cupstadion
Het Jeonju World Cup Stadion (ook wel Jeonju Castle genoemd) is een stadion in Jeonju, Zuid-Korea. Het stadion is geopend in 2001 en kan 43.348 toeschouwers herbergen. Vaste bespelers van het stadion zijn de Jeonbuk Hyundai Motors, die uitkomen in de K-League. Het stadion werd speciaal gebouwd voor het wereldkampioenschap voetbal 2002, dat werd georganiseerd door Zuid-Korea en Japan.

## WK-interlands
| №  | Datum        | Wedstrijd                 | Uitslag | Competitie | Toeschouwers |
| -- | ------------ | ------------------------- | ------- | ---------- | ------------ |
| 1. | 7 juni 2002  | Spanje – Paraguay         | 3 – 1   | WK 2002    | 24.000       |
| 2. | 10 juni 2002 | Portugal – Polen          | 4 – 0   | WK 2002    | 31.000       |
| 3. | 17 juni 2002 | Mexico – Verenigde Staten | 0 – 2   | WK 2002    | 36.380       |